# Butomopsis
Butomopsis latifolia,  jedina vrsta jednosupnica u rodu Butomopsis, široko rasprostranje po raznim dijelovima svijeta, Australija (Northern Territory, Queensland), Azija (Bangladeš, Butan, Nepal, Tajland Assam, Vijetnam, Java, Laos, otoci Coco u Burmi) i Africi.
B. latifolia je godišnji hidrofit koji voli blatnjava tla, potoke do dubine od 0,5 m, plitke rijeke, jezera, močvare i polja s rižom. Listovi su kod mlade biljke dugi i tanki, koji sazrijevanjem biljke dobivaju ovalni oblik. Cvije tje bijel.
Pokusi da se biljka uzgaja u akvarijima počeli su 2005 godine.

## Sinonimi
- Butomopsis cordofana (Hochst.) Kunth ex Walp.
- Butomopsis lanceolata (Roxb.) Kunth
- Butomus lanceolatus Roxb.
- Butomus latifolius D.Don
- Elattosis apetala Gagnep.
- Tenagocharis alismoides Hochst.
- Tenagocharis cordofana Hochst.
- Tenagocharis lanceolata (Roxb.) Baill.
- Tenagocharis latifolia (D.Don) Buchenau

## Vanjske poveznice
- West African Plants